# دراسات الإعاقة
خضعت الطريقة التي ينبغي تعريف الإعاقة بها لجدل طويل بين المختصين بنظرية الإعاقة. وتترسخ الجذور النظرية لهذه النقاشات في النماذج التي تعكس المعتقدات الاجتماعية الثقافية لأي مجتمع. فعلى سبيل المثال، تدور النقاشات بين حركات حقوق الأشخاص ذوي الإعاقة، والعلماء، والناشطين، والممارسين في المملكة المتحدة حول نموذجين مختلفين لفهم ما تعنيه الاحتياجات الخاصة. النموذج «الاجتماعي» و«الطبي/الفردي» للإعاقة. وركزت النقاشات في أمريكا على النماذج «البنائية» ونماذج «الأقلية». ويفترض النموذج الطبي/الفردي أن وصف الإعاقة ينطبق على الأفراد الذين يعانون من علة ما. ويتحدى النموذج الاجتماعي النموذج الطبي/الفردي من فكرة أن الإعاقة تنبع من القيود الاجتماعية، والبنائية، والبيئية، وليس من أي علة تصيب الإنسان نفسه. أما نموذج الأقلية فيرى عدم وجود مساواة في الحقوق هي المعاوقة الرئيسية للمساواة بين الفئات التي تتميز بالقدرة والفئات التي تتميز بالإعاقة؛ بينما ينظر النموذج البنائي إلى العوامل البيئية بوصفها سببًا للإعاقة.
يحقق مجال الدراسة الأكاديمية للإعاقة تناميًا ملحوظًا في جميع أنحاء العالم؛ ومن الداعمين الأساسيين له، جمعية دراسات الإعاقة العابرة للحدود (الولايات المتحدة)، حيث حملت على عاتقها في منتصف القرن العشرين مهمة وضع «تعريف» رسمي لما يدرسه هذا المجال. حيث يوفر المبادئ التوجيهية التالية لعمل أي برنامج يوصف بأنه «دراسات الإعاقة»:

- ينبغي أن يكون متداخل/متعدد التخصصات. فتحتل الإعاقة مركز مجموعة متعددة من العلوم المتداخلة في الإنسانيات، والعلوم، والعلوم الاجتماعية. ينبغي أن تشجع برامج دراسات الإعاقة المناهج الدراسية التي تتيح للطلاب، والناشطين، والمعلمين، والفنانين، والممارسين، والباحثين المشاركة في الموضوع من وجهات نظر مختلف التخصصات.
- ينبغي أن تعارض النظر للإعاقة بوصفها عجزًا أو عيبًا فرديًا يمكن إصلاحه بمعزل عن طريق التدخل الطبي أو التأهيل على يد «الخبراء» أو غيرهم من موفري الخدمة. وبدلاً من ذلك، ينبغي لأي برنامج في دراسات الإعاقة أن يستكشف النماذج والنظريات التي تبحث في العوامل الاجتماعية، والسياسية، والثقافية، والاقتصادية التي تعرف الإعاقة وتساعد في تحديد الاستجابات الشخصية والجماعية للاختلاف. وفي الوقت نفسه، ينبغي أن تعمل دراسات الإعاقة على إزالة وصمة المرض، العلة، والإعاقة بما فيها تلك التي لا يمكن قياسها أو تفسيرها عن طريق العلوم الحيوية. وأخيرًا، ففي الوقت الذي نعترف فيه بفائدة الأبحاث والتدخل الطبي، ينبغي أن تبحث دراسات الإعاقة في العلاقة بين الممارسات الطبية والإعاقة التي تلحق بصاحبها عارًا اجتماعيًا.
- ينبغي أن تدرس وجهات النظر الوطنية والدولية، والسياسات، والأدب، والثقافة، والتاريخ بهدف وضع الأفكار الحالية للإعاقة في أوسع سياق ممكن. ونظرًا لأن المواقف تجاه الإعاقة لم تكن متشابهة على مر التاريخ وفي مختلف الأماكن، فمن الممكن تعلم الكثير من هذه التجارب.
- ينبغي أن تشجع مشاركة الطلاب وهيئات التدريس من ذوي الإعاقة وأن تضمن لهم التعليم البدني والفكري.
- كما يجب أن يحتل تعيين أشخاص من ذوي الإعاقة في المناصب القيادية الأولوية، في الوقت الذي يصبح من الضروري فيه خلق بيئة ترحب بمساهمات من يؤمن بهذه الأهداف.

ومع ذلك، فإن النطاق الفعلي لدراسات الإعاقة يختلف من دولة لأخرى بالرغم من أصله المشترك. فيميل البعض، كما في المملكة المتحدة إلى أن يروا هذا المجال بوصفه ينتمي إلى الأشخاص من ذوي الإعاقة وحركة حقوق الأشخاص من ذوي الإعاقة الذين قد يقدمون الدعم لها؛ وعلى النقيض من ذلك، يشترك في الولايات المتحدة في هذا المجال مجموعة أكبر من المتخصصين في مجالات مثل علم الاجتماع، والعمل الاجتماعي بوجه عام والذي يتضمن الأشخاص الأصحاء وذوي الإعاقة. ومن أقدم الكتابات الأكاديمية في هذا المجال «التشوه كأداة في الرواية الأسترالية في القرن العشرين» (Deformity as Device in the Twentieth-Century Australian Novel) (عام 1991)، رسالة دكتوراه، جامعة تسامنيا لكرانستون.

## دراسات الإعاقة والعلوم الإنسانية الطبية
توسع النموذج الاجتماعي للإعاقة ليشمل الأمراض المزمنة وإلى نطاق العمل الأوسع الذي يشمله العلوم الإنسانية الطبيعية. يعمل الممارسون بهدف تحسين الرعاية الصحية للأشخاص من ذوي الإعاقة عن طريق دراسات الإعاقة. ويعتمد هذا المجال متعدد التخصصات على خبرات الأشخاص ورؤاهم في الأشخاص من ذوي الإعاقة بهدف معالجة التمييز. ويعد إدراج دراسات الإعاقة في المناهج الطبية خطوة أولية تقربنا من تقديم العلوم الإنسانية الطبية في فصول الدراسة.

## النقد
لم تسلم دراسات الإعاقة من النقد، فقد أشير إلى أن النموذج الاجتماعي السائد الذي تستخدمه للإعاقة، والذي شهد تطورًا في سبعينيات القرن العشرين وأدى الهدف منه تمامًا، قد حقق نجاحًا على الرغم من أنه ما زال في حاجة لتطورات كبرى. ويعد الاستبعاد المتكرر للخبرات الشخصية للإعاقة، والإعاقة الفكرية، والمرض، من النقاش في معظم هذه الدوائر باسم الخطاب الأكاديمي «المركز» محل خلاف كبير. ومن الأمور التي تثير النزاع أيضًا الإمكانية الدائمة للانزلاق نحو سياسة التعرف في هذا التخصص، وأيضًا في إطار حركات حقوق الأشخاص من ذوي الإعاقة ككل. ويفرق النموذج الاجتماعي للإعاقة الاعتلال البدني عن الإعاقة الاجتماعية، ولا يقبل في أكثر أشكاله جمودًا أن يسبب الاعتلال أي نوع من أنواع الإعاقة على الإطلاق. ويعترف العلماء أن آثار الاعتلال تشكل جزءًا أساسيًا من تجربة العديد من الأشخاص ذوي الإعاقة، وأن هذه الآثار يجب تضمينها للنموذج الاجتماعي حتى تصبح انعكاسًا لهذه التجربة. ولهذا كان للشعار «كل ما هو شخصي سياسي» أثر خاص في هذه التطورات.
كما وجه النقد لدراسات العجز نظرًا لفشلها في التعامل مع الأشكال الأخرى للاضطهاد الاجتماعي السياسي، مثل العنصرية والتمييز على أساس الجنس أو المثلية الجنسية، لأنها قد تنطبق على الأشخاص في هذه المجموعات المضطهدة، وفي قدرة (أو عجز) دراسات الإعاقة على «الاتحاد» مع غيرها من الحركات في النضال المشترك. وبوصفها تخصصًا جديدًا نسبيًا، يدعي العلماء أن دراسات الإعاقة تبدو وقد حققت القليل من التقدم في هذا المجال، برغم المنشورات الحديثة التي تعالج هذه الموضوعات. . وفي عام 2009 نشرت فيونا كامبل كوماري «معالم التفرقة والرأي المسبق ضد الأفراد ذوي الإعاقات: إنتاج الإعاقة والقدرة» (Contours of Ableism: The Production of Disability and Abledness) مشيرة إلى اتجاه جديد للبحث وهو دراسات في التفرقة والرأي المسبق ضد الأفراد ذوي الإعاقات، متجاوزة بذلك الانشغال بالإعاقة لاستكشاف بقاء القدرات في الأجسام ذات الجاذبية الجنسية أو الأفضل عرقيًا أو المعدّلة.

## قائمة المصادر
- Snyder, Sharon L. and Mitchell, David T. Cultural Locations of Disability, University of Chicago Press, 2006.
- Pothier, Dianne and Devlin, Richard, eds. Critical Disability Theory: Essays in Philosophy, Politics, Policy, and Law (Law and Society Series), UBC Press, 2006.
- Siebers, Tobin Anthony. Disability Theory (Corporealities: Discourses of Disability), University of Michigan Press, 2008.
- Corker, Mairian and Shakespeare, Tom. Disability/Postmodernity: Embodying Disability Theory, Continuum, 2002.
- Campbell, Fiona K. "Contours of Ableism: The Production of Disability and Abledness", Palgrave Macmillan, 2009.
- McRuer, Robert and Berube, Michael. Crip Theory: Cultural Signs of Queerness and Disability (Cultural Front), NYU Press, 2006.
- Albrecht, Gary L., ed. Encyclopedia of Disability (5 vol. Sage, 2005)
- Barnes, C. and Mercer, G. Exploring disability [2nd edition]. Cambridge, Polity Press, 2010
- Burch, Susan, and Paul K. Longmore, eds. Encyclopedia of American Disability History (3 Vol. 2009)
- Davis, Lennard J., ed. The Disability Studies Reader. Routledge (1997)
- DePoy, Elizabeth, and Stephen Gilson, Rethinking Disability: Principles for Professional and Social Change. Pacific Grove, CA: Wadsworth 2004.
- Guter, Bob, and John R. Killacky, Queer Crips: Disabled Gay Men and Their Stories. New York: Harrington Park Press, 2004.
- Johnstone, David. An Introduction to Disability Studies, David Fulton Publishers Ltd 2001
- Linton, Simi. Claiming Disability: Knowledge and Identity. New York University Press, 1998.
- Snyder, Sharon, Brenda J. Brueggemann, and Rosemarie Garland-Thomson, eds. Disability Studies: Enabling the Humanities. Modern Language Association, 2002.
- Oliver, M. Understanding Disability: From Theory to Practice. New York, Basigstoke, 1996
- Thomas, C. Sociologies of Disability and Illness: contested ideas in disability studies and medical sociology, London, Palgrave, 2007
- Ronell, A. The Telephone Book: Technology, Schizophrenia, Electric Speech, University of Nebraska Press, 1989.

## وصلات خارجية
- Disability Studies in The Netherlands
- Interdisciplinary Disability Studies, University of Maine
- Disability Studies Program at Syracuse University
- Review of Disability Studies
- Society for Disability Studies
- Disability studies links
- Interdisciplinary Ph.D. Program in Disability Studies at the University of Illinois at Chicago
- Disability Studies Association
- Goddard College Individualized MA with specialties in Dis/ability Studies
- Disability Studies Quarterly
- Centre For Disability Studies نسخة محفوظة 16 سبتمبر 2008 على موقع واي باك مشين.
- The Disability Archive UK
- Disability Studies in Germany
- Disability Studies Program at The Ohio State University
- Disability Studies in Germany
- Disability Studies Italy
- Centre for Disability Studies Nalsar, Hyderabad, India
- International research unit Disability Studies (iDiS)
- National Communication Association Disability Studies Caucus